# Orobanche canescens
Orobanche canescens är en snyltrotsväxtart som beskrevs av Karel Presl. Orobanche canescens ingår i släktet snyltrötter, och familjen snyltrotsväxter. Inga underarter finns listade i Catalogue of Life.